# Cảnh Đông
Huyện tự trị dân tộc Di Cảnh Đông (chữ Hán giản thể:景东彝族自治县, âm Hán Việt: Cảnh Đông Di tộc tự trị huyện) là một huyện thuộc địa cấp thị Phổ Nhĩ, tỉnh Vân Nam, Cộng hòa Nhân dân Trung Hoa. Huyện này có diện tích 4.532 km², dân số năm 2003 là 350.000 người. Chính quyền huyện đóng ở trấn Cẩm Bình.

## Phân chia hành chính
Về mặt hành chính, huyện này được chia thành 10 trấn, 3 hương.
- Trấn: Cẩm Bình, Văn Long, An Định, Mạn Loan, Cảnh Phúc, Đại Triều Sơn Đông, Văn Tỉnh, Thái Trung, Đại Nhai và Hoa Sơn.
- Hương: Lâm Nhai, Man Đẳng và Long Nhai.